# プランクトンとカレン
シェルドンJ.プランクトン（英: Sheldon J. Plankton）とカレン.プランクトン（英: Karen[kærən] Plankton）とは、スポンジ・ボブに登場するキャラクターである。
初登場は1999年7月31日に初公開された『いたずらプランクトン』 。海洋生物学者であり、シリーズの作成者であるアニメーターのステファン・ヒレンバーグによって作成およびデザインされた。また、カレンという名前は彼の妻の名前からである。

## 概要

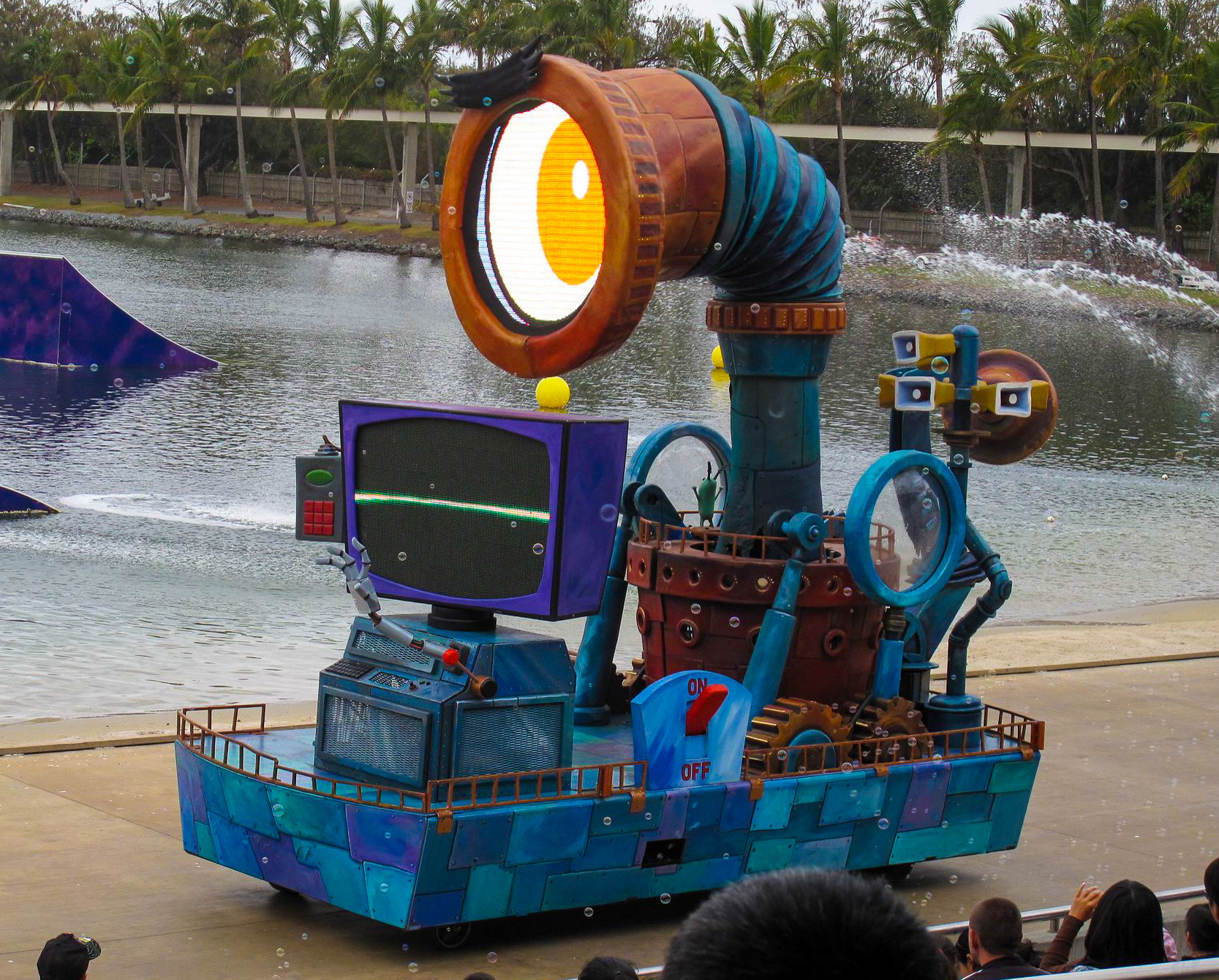
クイーンズランド州サウスポートのシーワールドでプランクトンとカレンをフィーチャーしたフロート

プランクトンとカレンは、海洋生物学者であり、アニメーターであるシリーズの作成者であるステファン・ヒレンバーグによって作成および設計された。
カーニとはライバル関係で、彼らは、カーニバーガーの秘密のレシピを盗むための計画をしばしば考案するが、彼らの努力は常にカーニやスポンジ・ボブなどによって妨害される。
批評家はキャラクターの声と対話を一緒に賞賛している。
スポンジ・ボブが初演されたとき、プランクトンはシリーズのメインキャストの一部ではなかった。彼らはマイナーなキャラクターとして始まったが、ローレンスは番組の初期のシーズンを通じてその性格を発達させ、最終的にカーニの主な敵となった。プランクトンは、クレジットで主要なキャラクターに昇格した2004年の劇場映画と、2015年の映画の両方で中心的な役割を果たしている。

### メディア
プランクトンとカレンはさまざまなスピンオフメディアでも取り上げられている。彼らは、ビデオゲームやアクションフィギュアなど、さまざまな形のスポンジボブスクエアパンツの商品で紹介されている。2013年のビデオゲームSpongeBob SquarePants: Plankton's Robotic Revengeはプランクトンをテーマにしている。

## シェルドン・J・プランクトン
声：小木曽祐子（日本語版初代：シーズン1 - 3：第10話）→松浦チエ（日本語版2代目：シーズン3：第18話 - 、劇場版2 - ）、チョー（日本語版代役：劇場版1、劇場版2予告編）／ミスター・ローレンス／チャン・スンギル（韓国EBSテレビ版）、パク・マニョン（韓国ニコロデオン版）
種族は動物性プランクトンであり愛称や呼ばれ方については名字の「プランクトン」であるため、シリーズの中で唯一名前を呼ばれていない。しかし『プランクトン一族の襲撃』では、一族から「シェルドン」と呼ばれて、同じ話で初めて シェルドンという名前を聞いた「カレン」からも 時々呼ばれるようになる。他にも、幼馴染のカーニからも「シェルドン」と呼ばれた事がある（※プランクトンが始めに「ユージーン」と 彼の名前を呼んだ事により）（『グローブは大暴れ』）。
ただし、プランクトンという名は原語版では名字の一つだが、日本語版では名前の一つとして見なせるため名字ではない。
『いたずらプランクトン』から登場。当初はレギュラーではなく、シーズン3からレギュラーになった。カーニのライバル。体は小さいが態度はデカい。カーニバーガーの秘密のレシピを盗もうとしている。プランクトンは常にコンピューターの妻であるカレンと一緒に、レストランのビジネスと世界を支配しようと企んでいる。
好きなもの：邪悪なロボット、カレン、スポット、世界の支配
嫌いなもの： カニカーニ、競争、失敗、スポンジ・ボブの笑い声（『劇場版2』）
カニカーニの真向かいにあるレストラン「エサバケツ亭 (The Chum Bucket)」のオーナーでカーニの天敵。一頭身の体でもありかなり小さくて、一つ目である。緑色のソラマメのような見た目で頭に2本の触角が生えている。その名の通り非常に体が小さく親族がたくさん存在する。プランクトンはケンミジンコがモデル。とても頭がよい。自分の店を流行らせるため、カニカーニの看板メニュー「カーニバーガー」のレシピを盗もうとしているが、いつも失敗ばかりでカーニに潰されたり、トイレに流されたりしている。カーニバーガーで世界征服を企んでいる。ツッコミ役（特にスポンジ・ボブに対し）。
『ボクらはスパイ』では、秘密のレシピを「20年間」も盗もうとしていた事と、「37回は成功しかけた」事が判明しており、カーニも、その事は ちゃんと覚えている事が判明した。
邪悪で物騒な性格のため町中から嫌われており（イカルド曰く「町一番の嫌われ物」）、そのため孤独で唯一の心の支えはコンピューターの妻、カレンだけである。一応、大卒である（公式HP または 初登場を含めた数話の話により判明している）。初登場時は虫眼鏡を使わなければ見えないほど小さかったが、現在は若干大きくなった。劇場版1では、カーニの天敵でカーニバーガーのレシピを狙っており、そしてネプチューン王の王冠を盗みシェルシティに売り、その濡れ衣をカーニに着せ、彼を冷凍にし、レシピを盗んで、更にバケツ帽子でビキニタウンの住人を操るなど、TVシリーズより悪役寄りなイメージとして描かれている。ビキニタウンはプランクトンに支配されプランクトンタウンになってしまうが、スポンジ・ボブの活躍で町は救われプランクトンは逮捕される。『幽霊プランクトン』ではさまよえるオランダ人に呪いで幽霊に変えられてしまう。生年月日はカーニと同じく1942年11月30日生まれ。プランクトンは双子の弟のような存在といえる。
一人称は「俺様」（DVDの字幕では「オレ様」）だが、初期の頃には「俺」や「私」ということがあった。
『劇場版1作目』では、スポンジ・ボブの事を「クソガキ」とも呼ぶ。
いとこや兄弟がとても多く、一族と一緒に一回カーニバーガーのレシピを盗むのにを成功したが、それはカーニが仕掛けたウソのレシピであった。その他にもウソレシピなどを盗むのには成功している。劇場版1では一時本物のレシピを盗むのに成功した。かつてカーニとは「生まれた頃からの大親友」同士だったもののカーニバーガーを作るにあたって、仲が悪くなってしまった（だが、彼のおかげでカーニバーガーが誕生したと言える）。また、上記のエピソードからカーニとは同い年であると思われる。しかし、先述のカーニとの関係から、内心では彼同様かつての関係に戻ることを望んでいる節がうかがえるなど、完全な悪ではない。彼の作る発明はほとんどがカーニから秘密のレシピを聞き出すために作られたものだが、その発明を利用したカーニによって、間違った作り方を教えられることが多い。
BGMは悪の天才というイメージのBGM。主にフルートとホルンとバイオリンが使用される。まれに、プランクトン以外のシーンでも使用される。
性別は原作の設定で雄ではあるが、原語版では悪者風の男性のような声のローレンスが声を当てているのに対し、日本語版で女性のような声では、シーズン1 - 3中期では小木曽、シーズン3後期以降では松浦が声を当てている。劇場版1や劇場版2の予告編ではチョーが演じている。なお、劇場版2では松浦が演じている。
続柄関係は夫（カレンまたはカーニから見て）、父親(シーズン12以降)、兄、弟。
そして息子の「チップ・プランクトン2世」が、『カレンの赤ちゃん』にて初登場。

### 声

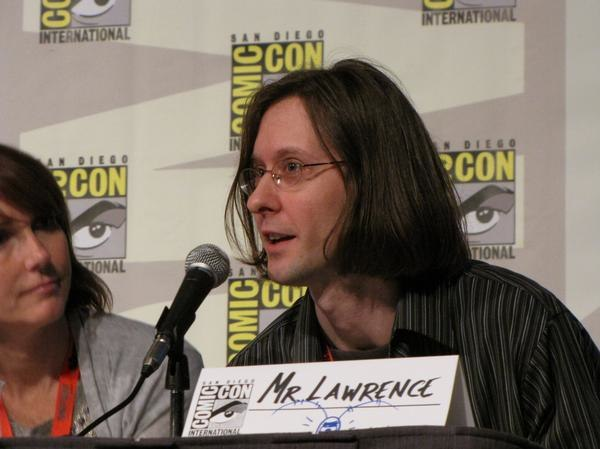
プランクトンとカレンの声優であるローレンス氏（右）とジル・タリー氏（左）。

プランクトンの声はショーライター兼俳優のミスター・ローレンスによって提供されている。ローレンスは最初スポンジボブの役割を試んだが、ヒーレンバーグ氏はキャラクターにもっと無邪気な声を求めたため、彼を断った。その後ローレンスは番組の作業を続け、マイナーなキャラクターを発声し、最終的に彼に『いたずらプランクトン』のプランクトンの役割を提供することになった。

## カレン・プランクトン
声：谷育子（日本語版初代：シーズン1 - 8、劇場版1）→高橋里枝（日本語版2代目：シーズン9 - 、劇場版2 - ）／ジル・ティレイ／ウ・ジョンシン
愛称や呼ばれ方については名前の「カレン」である。
プランクトン唯一の心の支えのコンピューター。プランクトン同様『いたずらプランクトン』より登場。カニカーニの秘密のレシピを盗むアドバイスに、余計な言葉が入る場合がある（例：「コノボロバケツテイヲシュウリシナサイ」や、「チャントイケルカシラ」など）。初期の頃はプランクトンに対して支持的で友好的な性格だったが、シリーズが進むにつれて彼に余計な言葉や皮肉を言うことが多くなる。普段は大型モニターのデスクトップ型で研究室にいるが、キャスター付きの小型コンピューターになって自ら移動することもできる。会話するときにはオシロスコープのような画面になる。
『プランクトン一族の襲撃』で、生まれて初めて プランクトンの名前が「シェルドン」と知った時には、この名前を笑いながら気に入ってしまい、わざと「画面に『シェルドン』と表示した」事もある。現在でも、デートする時には この名前で呼ぶ事もある。
プランクトンの妻だが、本人は「結婚してない」と言っている。しかし、『カレン2号』では、プランクトンを「カレン2号」に踏まれた際に「私の夫には、誰にも手を出させない」と言いながら「カレン2号」を倒して、プランクトンの事を本気で心配していたり、『いたずらっ子スポット』では、プランクトンと ケンカした際に「私は あなたの妻よ！召使いでは ありませんから！」と言いながら怒っており、話によっては「夫婦関係」になっている自覚が カレンにも あるエピソードも ちゃんと存在している。
また、彼に見捨てられた時や彼が浮気した時は彼に抵抗することがある。エサバケツ亭ではシェフなどの役割だが、店が不人気でほとんど働いていない。『おばあちゃんとの約束』や『秘密のレシピが盗まれた』ではキスマークがある。
エピソードにより、表情がコロコロ変わる事もあり、『女子会バンザイ！』『伝説のギャル友』『戻ってきたスポット』『カレンのウイルス』『カレンの赤ちゃん』『カレン2号』などでは、「まゆ毛」「両目」「口」が 顔の画面に映る事もあり、笑う時には 満面の笑みを見せたり、悲しい時には大泣きもするなど、感情表現まで豊富になってくる。『劇場版1作目』でも、両目と口を 画面に表示して、呆れ顔と笑顔を見せた。
動物外のキャラであるためで本当は性別がないが、ボイスは女性の声を当てている。当初カレンはプランクトンを手助けするコンピューターという扱いだったが、シーズン3でプランクトンがレギュラーになってから妻という設定が固定する。さらにシーズン1の『プランクトンは友達？』ではプランクトンに対して上から目線で話している。
なお、『ばぶばぶガス』では、「壁にある大型モニター」の方のカレンが、プランクトンの造った「ばぶばぶガス」で、「丁度いい実験体」として ガスをかけられて、「電卓の姿の赤ちゃん」にされてしまった事がある。その時は、まともに話せず、「ｈELLO」とだけ しゃべりながら 画面に文字を映した。
ちなみに、カレンは防水スーパーコンピューターである。
『カレン2号』では、「嫉妬心」がプログラミングされている事と、「分子再配列ビーム」を出せる機能が 装備されている事が判明した。
『カレンの赤ちゃん』では、通販で注文した、機械の息子「チップ」を、とても可愛がっており、「母性本能」もある事が分かる。それは、愛犬のアメーバ「スポット」に対しても同じである。なお、「チップ」という名前は、「カレンの祖父」の名前にちなんで、カレンが決めた名前。
『いたずらっ子スポット』では、頭の中に「電話」を収納している事が判明しており、旅行中の「プランクトン」と、電話で会話する場面がある。　また、同じ話では、腹ペコの「スポット」のために、頭の中で「永遠に満腹でいられる カプセル薬」（※カレン曰く「一生分の栄養素を合成したカプセル」）を作り、頭の中で「薬を作れる」事が判明した。
『劇場版2』においては、誤解のせいでビキニタウンの住人達に捕まってしまうが、「タイムトラベルが出来るコンピューター」という特別な機能を持つコンピューターとして登場して、スポンジ・ボブとプランクトンにより、頭の部分を「タイムマシンの大事な頭脳」として、プランクトンとスポンジ・ボブが協力して開発した タイムマシン本体に取り付けられる。
なお、『女子会バンザイ！』では、プランクトンとは「26年」も暮らしている事が、カレン本人の台詞で判明している。この時に、プランクトンの事を「微生物（びせいぶつ）」と呼んでいた。
仲が良い友人関係は、「サンディ」と「パフ先生」（『女子会バンザイ！』）、そして「パール」（『伝説のギャル友』）。そして『カレンのウイルス』では、同じ 女性コンピューターの「ハンナ」という友人がいて、エサバケツ亭 に遊びに来ていた。なお、『伝説のギャル友』から登場している イルカの女性「フリバティ・ジベット」とは、元々は同じ「ギャル友」仲間の友人同士だったが、サンディとパフ先生と共に「喧嘩別れ」してしまった。しかし、再会した際に フリバティは、「自分はもう怒っていない」と、既に「ギャル友仲間達」を許していたのだが、その話を聴く前に カレン達は、誤解したまま逃げ帰ってしまったので、まだ仲直りできていない模様。
なお、『劇場版1』では、いつもと異なる外見をしており、同じ「移動式コンピューター」の姿でも、全身が銀色で 体のデザインが いつもと異なる外見となった。しかし『劇場版2』では、いつもと同じく顔が青色の外見だった。
続柄関係は妻、175娘（一度のみ）、母親（シーズン12以降）、祖父（名のみ）。
そして愛犬「スポット」（シーズン9）、息子の「チップ」（シーズン12）。

## スポット
スポット (英:Spot)とは、『プランクトンのペット』から登場したプランクトンのペットである緑色の犬型アメーバである。名付け親はスポンジ・ボブ。かなり小柄だが、噛む力が強く、お手をするときは地震の如く地面を踏み鳴らす。アメーバなので潰されてもすぐに復活する。一度はプランクトンの側から離れたが、動物保護施設で動物たちに襲われたプランクトンを助けるために巨大化して動物たちを撃退した。プランクトンからかなり溺愛されている。餌をやりすぎたせいで、子供が生まれそうとカレンが言っていた。見た目は男の子だが、実は雌（男の子のはずだがアメーバには性別が無いとされる）で子供が生まれた。『秘密のレシピが盗まれた』『戻ってきたスポット』でも登場。ゲイリーとは仲が良い。
スポンジ・ボブの声優が「宮田」に変更された 初回の放送回『いたずらっ子スポット』でも、ゲイリーと仲良しな友達として再登場。プランクトンが旅行中で留守の時に、カレンに潰されてしまったので、膨らませようとして 爆発してしまい 体が散らばるも、自分で元に戻れた。今回は、「ものすごい食いしん坊」だと判明して、エサバケツ亭にある「エサ」「テーブル」「イス」「ドア」を食べまくるが、食べた物を 瞬間で消化してしまう上に、触れた物を溶かしてしまうので、腹ペコで仕方ない。そこでカレンは、「永遠に満腹」でいられる「一生分の栄養素を合成したカプセル」を 頭の中で作り、スポットに飲ませてしまうが、計算外にも、スポットが「巨大化」してしまって、そのまま空へと飛んでいってしまう。しかし最終的に、巨大化した体から、「いつもと変わらないサイズ」で 自分から脱出するのだが、残された「巨大化した体」だけは、そのまま「シャボン玉」のように浮かび上がり続けていき、ついには「空の太陽」を溶かしてしまい、ビキニタウンが 真っ暗になってしまう結末となってしまった。なお、今回はプランクトンからは「スポットちゃん」と呼ばれて、プランクトンは 自分を「パパ」と言いながら純愛しており、カレンの事は「（スポットの）ママ」と言う。

## エサバケツ亭
プランクトンがオーナーのレストラン。カレンやスポットもいる。初登場時の名称は「プランクトンの汚いバケツ」だった。最初は普通の形状で、「Chum Bucket」と書かれており中に材料がぎっしり詰まっていたバケツを学校に持っていったのが始まりだったが、カニカーニの前にあるため人気が無く、店内にはホコリだらけでホコリのウサギがあるほど。また、トイレも汚く臭い。店の奥には研究施設がある。「プランクトン、降参する？」ではエサポリウム亭という雑貨屋にリフォームした。エサバケツ亭のメニューは、判明している物ではエサバケツバーガー、エサバケツポテト、エサセーキ（ミルクセーキ）、エサスティック、エサバラヤ、エサチリ、エサパイなど。作るエサ料理はまずく、基本的に客は一人もこない。一度だけマーメイドマンとフジツボボーイを使ってチリソースバーガーを売り出し、たくさんの客を入れたことがある。「秘密のレシピが盗まれた」ではいろんな罠がある。
Chumは仲良しの英語であるが、「チャム」と発音するのである　他　ここでは寄せ餌（エサ）という意味である。